# 中村元成
中村 元成（なかむら もとなり）は、南北朝時代の武将。
越中国射水郡浅井城主桃井氏の家老。応永31年（1424年）没。

## 逸話
『開祖略縁起』や『隆師御伝記』によると、桃井直和から、桃井家出身の僧日隆の出生にあたり、射水郡10万石の内、5万石が日隆の所領として、残り5万石が伝臣として中村元成と中村元助に分与されたとされているが、伝承の域を出ない。
応永23年（1416年）、桃井家の旧臣中村元助が反乱を起こし、二代目当主の桃井直之を追放、土地・屋敷を収奪した（桃井騒動）。元成は、出家して京都にいた桃井家の嫡男日隆を頼り、桃井家再興のために還俗し、謀反を平定するよう請願した。
日隆は、元成の忠義に感涙するも、出家の身であるとしてこれを辞し、馬にまたがり長刀を携えた自身の剃髪以前の姿を模した「若武者絵」を将帥として元成に託し、元成に謀反の平定を任せた。これによって、縁者、旧臣の力を得た元成は、謀反を平定したと伝わる。
日隆の勧めにより、元成は禅宗から法華宗に改宗し、日永を号した。この時、日隆は、桃井の館を改めて寺院となし、元成寺と名付け、元成は精舎を衛ることを申し出て、人々はその忠心を感賞したと云う。